# José Pereda
Pour les articles homonymes, voir Maruyama.
José Antonio Pereda Maruyama, né à Lima au Pérou le 8 septembre 1973, est un footballeur péruvien d'ascendance japonaise. Il évoluait au poste de milieu de terrain.

## Biographie

### Carrière en club
Formé à l'Universitario de Deportes où il arrive à l'âge de 12 ans, José Pereda - surnommé El Chino (« le chinois ») - fait partie de l'équipe championne du Pérou en 1992 et 1993, sans toutefois disputer de matchs. Ayant peu l'occasion d'y jouer, il part au Lawn Tennis puis au Cienciano del Cusco, avant de revenir à l'Universitario en 1996. Deux ans plus tard, il est à nouveau sacré champion, cette fois-ci comme titulaire de l'équipe principale.
Transféré au Boca Juniors de Carlos Bianchi en 1998, Pereda intègre l'une des meilleures équipes Xeneizes de l'histoire qui remporte trois championnats d'Argentine (1998-A, 1999-C et 2000-A), deux Copa Libertadores (2000 et 2001) et une Coupe intercontinentale (2000). Il joue en tout 72 matchs officiels et 25 amicaux au sein de Boca Juniors.
Il revient au Pérou en 2002 et joue deux fois pour l'Universitario de Deportes (2002 et 2004-2006), puis évolue dans des clubs du sud du pays (Cienciano del Cusco, Coronel Bolognesi et FBC Melgar). Il met fin à sa carrière en 2e division au sein du Real Academia FC en 2009.

### Carrière en sélection
International péruvien, José Pereda compte 27 matchs en équipe nationale entre 1996 et 2001 (pour quatre buts marqués). Il dispute notamment les éliminatoires de la Coupe du monde 1998 (7 matchs, 2 buts marqués) ainsi que la Copa América 1999 au Paraguay. Il joue les quatre matchs que le Pérou dispute dans cette dernière compétition et marque un but en quart de finale contre le Mexique (3-3, défaite 2-4tab). La même année, il remporte avec son pays la Coupe Kirin (un tournoi amical) au Japon.

#### Buts en sélection
| Buts en sélection de José Pereda | Buts en sélection de José Pereda | Buts en sélection de José Pereda                                | Buts en sélection de José Pereda | Buts en sélection de José Pereda | Buts en sélection de José Pereda | Buts en sélection de José Pereda |
|                                  | Date                             | Lieu                                                            | Adversaire                       | Score                            | Résultat                         | Compétition                      |
| -------------------------------- | -------------------------------- | --------------------------------------------------------------- | -------------------------------- | -------------------------------- | -------------------------------- | -------------------------------- |
| 1.                               | 12 février 1997                  | Estadio Defensores del Chaco, Asuncion (Paraguay)               | Paraguay                         | 1-1                              | 2-1                              | QCM 1998                         |
| 2.                               | 30 avril 1997                    | Estadio Metropolitano Roberto Meléndez, Barranquilla (Colombie) | Colombie                         | 0-1                              | 0-1                              | QCM 1998                         |
| 3.                               | 24 août 1997                     | Estadio Nacional, Lima (Pérou)                                  | Colombie                         | 1-0                              | 2-1                              | Amical                           |
| 4.                               | 10 juillet 1999                  | Estadio Defensores del Chaco, Asuncion (Paraguay)               | Mexique                          | 2-0                              | 3-3                              | CA 1999                          |

## Palmarès

### En club
| Universitario de Deportes - Championnat du Pérou (3) : - Champion : 1992, 1993 et 1998. |  | Boca Juniors - Championnat d'Argentine (3) : - Champion : 1998-A, 1999-C et 2000-A. - Copa Libertadores (2) : - Vainqueur : 2000 et 2001. - Coupe intercontinentale (1) : - Vainqueur : 2000. |

### En équipe nationale
Pérou
- Coupe Kirin (1) :
  - Vainqueur : 1999.